# سيخوران (شميل)
سیخوران (بالفارسية: سیخوران) هي قرية تقع في إيران في قسم شمیل الريفي. يقدر عدد سكانها بـ 142 نسمة بحسب إحصاء 2016.